# Specie di Guerre stellari
Questa è la lista delle specie di Guerre stellari, franchise di fantascienza creato da George Lucas come serie di film e ampliatosi a contenere serie televisive e film spin-off, romanzi, fumetti e videogiochi. Tutte le razze di questa lista fanno parte del canone ufficiale.
La serie è ambientata in una galassia immaginaria popolata da una varietà di specie viventi. Tra di esse figurano diversi livelli di civilizzazione: da specie che posseggono un grado di cultura paragonabile a quello degli umani, a popoli primitivi, fino a razze selvatiche.

## A
- Gli acklay sono creature dal corpo verde che arrivano ai sei metri di lunghezza e ai quattro metri di altezza, sostenuti da sei zampe e protetti da una pelle spessa e resistente. Il loro capo è ovale, i tre occhi sono piccoli e stretti e la bocca è cosparsa di piccoli denti acuminati. Sono carnivori e degli agili predatori, che infilzano le loro prede con le due zampe anteriori. Il loro verso è una voce stridula e assordante e sono creature altamente aggressive. Un esemplare appare ne L'attacco dei cloni nell'arena di Geonosis, dove attacca Obi-Wan Kenobi[1].

- Gli aleena sono piccoli alieni blu, coperti di scaglie e con grandi bocche irte di denti. Sono pacifici e originari del pianeta Aleen. Il Jedi Tsui Choi e il pilota di sgusci Ratts Tyerell sono membri di questa specie. Appaiono nella trilogia prequel, The Clone Wars e Resistance[2].

- Gli amani, nell'Universo espanso chiamati amanin[3], sono grossi alieni nativi del pianeta Maridun; possiedono braccia molto lunghe in relazione al corpo, gambe piuttosto corte, e la pelle rugosa di color giallo-verde. La loro forma permette loro di piegarsi a palla e rotolare per spostarsi più rapidamente. Sono una cultura piuttosto primitiva, con un'organizzazione tribale e uno scarso uso di tecnologia, preferendo soggiornare in tende e combattere con lance e frecce. Diversi accampamenti amani si trovano sul pianeta Utapau. Appaiono ne Il ritorno dello Jedi e The Clone Wars[4].

- Gli anx sono una specie senziente originaria del pianeta Gravlex Med. Hanno fisici alti, tratti somatici rettili e una vistosa testa a forma di cresta. Sono rappresentati nel Senato galattico e nell'ordine Jedi. Appaiono nella trilogia prequel e The Clone Wars[5].

- Gli aqualish sono una razza proveniente dal pianeta Ando. Sono caratterizzati da occhi neri grandi e tondi, teste calve, pelo intorno alle guance e grandi zanne che protrudono dalla mandibola. Le differenze fisiche all'interno della specie sono varie: con esemplari che possono avere due o quattro occhi, e mani a forma di pinna, pelose o con un numero variabile di dita. Gli aqualish hanno la reputazione di essere crudeli, cattivi e aggressivi, e generalmente fanno carriera come mercenari, cacciatori di taglie e pirati. Appartengono a questa specie Ponda Baba, un contrabbandiere che tenta di aggredire Luke Skywalker nella cantina di Mos Eisley in Una nuova speranza, e Po Nudo, un senatore corrotto che entra a fare parte della Confederazione dei Sistemi Indipendenti nella trilogia prequel e in The Clone Wars[6].

- Gli arcona sono alieni umanoidi con la testa piatta a forma d'incudine e gli occhi grandi e allungati. La tonalità della pelle degli arcona va dal mogano all'ebano. Il loro pianeta originario è Cona, un ambiente desertico saturo di vapori di ammoniaca, che li rende dipendenti dal sale. Uno dei primi alieni che appaiono in Una nuova speranza nella cantina di Mos Eisley è un arcona. Altri esemplari appaiono ne L'attacco dei cloni, The Clone Wars e Resistance[7].

- Gli askajian sono alieni umanoidi corpulenti originari del pianeta Askaj. La ballerina Yarna d'al' Gargan che si esibisce nel palazzo di Jabba the Hutt ne Il ritorno dello Jedi è un'askajiana[5].

## B
- I balosar sono una razza umanoide dotata di antenne retrattili sul capo. È nativa del pianeta Balosar e i suoi membri sono generalmente considerati infidi, imbroglioni e furfanti. Un balosar appare ne L'attacco dei cloni, in cui cerca di vendere a Obi-Wan Kenobi degli spaccacervelli, ma viene allontanato tramite un'imposizione mentale Jedi[8].

- I bantha sono grossi mammiferi pelosi dalle lunghe corna ricurve. Si tratta di erbivori pacifici che vivono in branchi sul pianeta Tatooine, ma, poiché sono facilmente addomesticabili e impiegabili come bestie da soma e da macello, sono stati diffusi in tutta la galassia. I tusken li usano come mezzo di trasporto e animali da compagnia, e le due specie sono unite da un rapporto molto profondo. Appaiono in Una nuova speranza, Il ritorno dello Jedi e nella trilogia prequel[9].

- I besalisk sono una razza di umanoidi con quattro braccia e una sacca gonfiabile sotto al mento. Sono originari del pianeta Ojom. I besalisk più conosciuti della serie sono il ristoratore Dexter Jettster ne L'attacco dei cloni e il Jedi Pong Krell in The Clone Wars[10].

- I bith sono alieni umanoidi originari del pianeta Bith. Hanno la carnagione pallida, grosse teste sferiche e grandi occhi scuri. Sono privi di naso, ma le loro orecchie possono percepire suoni con frequenze che le altre specie non sono in grado di captare. Per questa loro dote e per la loro grande intelligenza, i bith trovano spesso impiego come musicisti, scienziati o tecnici. Il complesso musicale bith Figrin D'an e i Modal Nodes suona nella cantina di Mos Eisley in Una nuova speranza. Altri bith appaiono ne Il ritorno dello Jedi, la trilogia prequel, The Clone Wars e Resistance[11].

- I bothan sono una razza aliena versata nelle relazioni diplomatiche, in politica e nella trasmissione di informazioni. Prima degli eventi de Il ritorno dello Jedi mettono la loro rete di spie al servizio dell'Alleanza Ribelle per ottenere i piani della Morte Nera II, al prezzo di elevati sacrifici di vite. Vengono descritti per la prima volta nell'Universo espanso come una specie umanoide alta un metro e mezzo circa, coperta di peli e dal muso allungato. Il loro pianeta di origine è Bothawui. Borsk Fey'lya, uno dei capi di Stato della Nuova Repubblica, è appartenente alla specie bothan[12].

## C
- I cereani sono una razza umanoide proveniente dal pianeta Cerea. La loro caratteristica principale è la lunga testa a forma di cono, che contiene un complesso cervello binario; per rifornire di sangue questo cervello sovradimensionato i cereani dispongono di due cuori. Questa struttura fisica conferisce ai cereani delle capacità analitiche e mentali largamente superiori alla media. La specie è conosciuta anche per essere pacifica, per il suo rapporto simbiotico con la natura e per le sue abituali pratiche meditative e filosofiche. Come affermato nell'Universo espanso, i cereani maschi invecchiano più in fretta delle femmine, e hanno una speranza di vita simile a quella umana; per questo i cereani maschi sono molto più rari delle femmine e i matrimoni poligami si rendono necessari per mantenere un numero accettabile di discendenti della specie. Appartiene a questo popolo il Jedi Ki-Adi-Mundi nella trilogia prequel e The Clone Wars[13].

- I chadra-fan sono umanoidi molto piccoli, coperti di pelliccia, con fattezze da roditori e grandi nasi piatti. Sono originari del pianeta Chad. Un esponente di questa razza fa la sua apparizione nella cantina di Mos Eisley in Una nuova speranza[14].

- I chagrian sono alieni anfibi dalla pelle blu, lingue nere biforcute e quattro corna: due che spuntano dalla sommità del capo, e due che fuoriescono da appendici carnose ai lati della testa e che crescono verso il basso sopra al torace. Mas Amedda, il vicepresidente del Senato galattico nella trilogia prequel e The Clone Wars, è un chagrian[15]. Nel fumetto dell'Universo espanso Eredità compare inoltre il chagrian Sith Darth Wyyrlok.

- I chevin sono degli alieni con fattezze da pachidermi, grosse teste che raggiungono quasi il suolo e pelle grigia. Ephant Mon, il capo della sicurezza del palazzo di Jabba the Hutt ne Il ritorno dello Jedi, appartiene a questa razza[16].

- I chiss sono una specie dalle fattezze quasi umane, eccezion fatta per la pelle e i capelli blu e gli occhi rossi fiammanti. Provengono dal pianeta Csilla nelle Regioni Ignote, e hanno rapporti molto sporadici con il resto della galassia[5]. Possiedono nomi lunghi e complessi nella loro lingua cheunh, che frequentemente abbreviano. Sono stati introdotti nella trilogia di Thrawn dell'Universo espanso, ma poi inseriti nel canone con l'inclusione del grand'ammiraglio Thrawn in Rebels e nella serie di romanzi Thrawn.

- I clawdite sono una razza di alieni dalla forma rettile e dall'abilità mutaforma, in grado cioè di assumere l'aspetto di un qualunque umanoide. L'impersonificazione ha una durata limitata e richiede una grande attenzione da parte di chi la esercita. Nell'Universo espanso la loro origine è ricondotta a degli esperimenti genetici effettuati da scienziati zolander su alcune cavie, al fine di aumentare le difese biologiche della loro specie contro le radiazioni del loro sole. Le cacciatrici di taglie Zam Wesell ne L'attacco dei cloni e Cato Parasitti in The Clone Wars sono delle clawdite[17].

## D
- I dathomiriani sono gli abitanti del pianeta Dathomir. Nell'Universo espanso sono i discendenti della Jedi Allya, esiliata per via delle sue trasgressioni al codice, e altri esuli umani. Allya trasmise ai suoi eredi la sensibilità alla Forza e impose una società prettamente matriarcale, in cui i maschi venivano impiegati esclusivamente per scopi riproduttivi o come forza lavoro. Le discendenti divennero note come streghe di Dathomir per via del loro ricorso alla Forza sotto forma di magie e incantesimi, e si divisero in clan. Uno di questi, le Sorelle della Notte, iniziò a seguire il lato oscuro e venne perciò emarginato e trattato con diffidenza dagli altri. Le Sorelle della Notte, originariamente umane come le altre streghe di Dathomir, si accoppiarono spesso con esuli zabrak giunti sul loro pianeta, dando origine a incroci tra le due razze in cui le femmine mantengono un aspetto umano e la pelle pallida, mentre i maschi le corna sul capo tipiche degli zabrak. Caratteristici delle Sorelle della Notte e delle loro controparte maschile, i Fratelli della Notte, sono una cultura guerriera e vistosi tatuaggi sul viso e sul corpo. Appartengono al popolo dei dathomiriani Talzin, Asajj Ventress, Darth Maul e Savage Opress e nell'Universo espanso Kirana Ti, Lomi Plo, Teneniel Djo, Tenel Ka e Tamith Kai[18][19]. Le streghe di Dathomir fanno la loro comparsa nel romanzo di Dave Wolverton Un amore per la principessa. Egli volle creare delle figure femminili forti e carismatiche per controbilanciare l'abbondanza di personaggi maschili nella serie e si disse entusiasta quando George Lucas riprese l'idea per sviluppare il passato di Darth Maul e includendole in The Clone Wars[20].

- I devaroniani sono umanoidi provenienti dal pianeta Devaron. I membri della specie presentano un forte dimorfismo sessuale: i maschi infatti sono pelati e dotati di un paio di vistose corna sul capo che li fanno apparire simili a diavoli, le femmine invece hanno i capelli e presentano solo due piccoli bitorzoli sulla fronte al posto delle corna. I devaroniani sono stati una delle prime specie a sviluppare l'iperguida, e ciò, unito alla loro inclinazione ai viaggi interstellari, li rende presenti in ogni angolo della galassia[21]. Un devaroniano fa la sua apparizione nella cantina di Mos Eisley in Una nuova speranza. Anche il contrabbandiere e signore del crimine Cikatro Vizago in Rebels appartiene a questa specie.

- I dewback sono grossi rettili originari di Tatooine. Hanno una pelle spessa e a scaglie di colore verde, grosse teste, una coda e camminano su quattro zampe. Sono acclimatati alla vita nel deserto: cercano cibo tra i cespugli, le radici, e i piccoli animali del pianeta, mentre di notte, per ripararsi dalle rigide temperature, si ritirano in caverne. Vengono impiegati dai locali, dai tusken e dai sandtrooper come bestie da soma o da cavalcare. Compaiono in Una nuova speranza, La minaccia fantasma e Rebels[22].

- Le dianoga sono creature cefalopodi lunghe fino a dieci metri, con un corpo sferoidale dotato di sette tentacoli, un'appendice visiva, ove è situato l'unico occhio, e una bocca irta di denti rivolti verso l'interno. Originarie delle paludi del pianeta Vodran, la loro grande adattabilità all'ambiente e la predilezione per acque putride o reflue ha fatto sì che si diffondessero in tutta la galassia. Le dianoghe si nutrono di qualunque materia organica, ma preferiscono cibarsi di carogne, attaccando creature viventi solo se spaventate o molto affamate. La creatura che attacca Luke Skywalker nello schiacciatore di rifiuti della Morte Nera in Una nuova speranza è una dianoga[23]. Nell'Universo espanso le dianoga fanno la loro comparsa nel romanzo L'ombra dell'Impero e nel videogioco Shadows of the Empire, dove appaiono come nemico comune e come boss.

- I dragoni krayt sono grandi rettili carnivori nativi di Tatooine[24]. Sono dotati di una lunga coda, di un collo e di denti acuminati usati per catturare le loro prede. La loro mole e aggressività li rende molto pericolosi e temuti dagli abitanti del pianeta, tanto che le sole urla che riecheggiano nei deserti di Tatooine sono abbastanza per spaventare i jawa e i tusken. Nel loro stomaco si formano degli accumuli sferici di sostanze, detti "perle", che sono molto apprezzate dagli intenditori e dai collezionisti. Lo scheletro di un dragone krayt è visibile in Una nuova speranza, mentre esemplari vivi appaiono per la prima volta nel videogioco Commander.

- I dug sono degli alieni provenienti da Malastare. Hanno la pelle liscia, orecchie piccole e sottili, viso allungato e un naso pronunciato con narici larghe. Utilizzano un metodo molto particolare per camminare: usano le loro forti braccia come gambe e le gambe vengono usate come braccia. Uno dei dug più noti della serie è Sebulba, che partecipa alla corsa degli sgusci di Mon Espa ne La minaccia fantasma[25].

- I duros, nell'Universo espanso chiamati anche a volte durosiani sono una specie umanoide originaria del pianeta Duro. Si distinguono per la pelle di colore grigio-verde, grandi occhi grandi, bocca senza labbra e volto affilato senza naso[26]. La loro è stata una delle prime razze a sviluppare l'iperguida e per questo sono conosciuti come grandi esploratori e navigatori. Tendono a essere calmi, pacifici, taciturni e dei lavoratori molto affidabili. Nell'Universo espanso i duros colonizzarono il pianeta Neimoidia, e diedero origine ai neimoidiani, una nuova specie dello stesso ceppo genetico. I neimoidiani mantengono molte delle caratteristiche dei duros, come la pelle verde, la faccia senza naso e gli occhi rossi, ma risultano al contrario codardi e avari. I duros appaiono per la prima volta nella cantina di Mos Eisley in Una nuova speranza e in seguito in numerose altre opere della serie. Il mercenario Cad Bane in The Clone Wars è un duros[27].

## E
- Gli elom sono un popolo originario del pianeta Elom. I membri di questa specie sono bassi e tozzi, ricoperti da una peluria oleosa, con due grossi denti sporgenti e zampe artigliate. Vivono in caverne nel sottosuolo, e per questo la loro vista si è adattata alle tenebre e mal sopportano la luce intensa. Un elom appare ne Il ritorno dello Jedi[28].

- Gli ewok sono una specie primitiva che vive in una società tribale sulla luna Endor. Sono piccoli orsi, coperti da pelliccia, che vivono in villaggi costruiti sugli alberi, collegati da ponti in legno. Sono pacifici e vivono in armonia con l'ambiente naturale che li circonda. Vestono con pelli di animale e spesso indossano collane fatte di ossa e denti delle prede uccise, spesso utilizzano i teschi delle stesse come copricapo. Gli ewok giocano un ruolo fondamentale durante la battaglia di Endor ne Il ritorno dello Jedi, aiutando i ribelli a disattivare gli scudi difensivi della Morte Nera II[29]. Vista la loro popolarità tra i bambini, agli ewok sono stati dedicati i film televisivi L'avventura degli Ewoks e Il ritorno degli Ewoks e la serie animata Ewoks appartenenti alle opere dell'Universo espanso[30][31].

## F
- I fambaa sono grosse creature quadrupedi anfibi stanziati sui pianeti Naboo e Onderon. Sono usate dai gungan come bestie da soma per trasportare carichi pesanti. Appaiono ne La minaccia fantasma e The Clone Wars[32].

- I falleen sono una razza di rettiliani umanoidi originari del pianeta Falleen. Hanno un aspetto esotico e raffinato, con pelle verde a squame, una cresta sul capo e lunghi capelli neri che tengono solitamente raccolti in un'acconciatura a coda di cavallo. Il loro fascino è aumentato dalla capacità di produrre feromoni a piacimento, in modo da rendersi attraenti alle specie di sesso opposto. Sono stati concepiti per il progetto multimediale dell'Universo espanso L'ombra dell'Impero, il cui antagonista principale è il falleen principe Xizor. In seguito sono stati inclusi anche nel canone, con l'introduzione dell'organizzazione criminale Sole Nero, guidata da un concilio di falleen, in The Clone Wars e nel fumetto Darth Maul - Figlio di Dathomir[33][34].

## G
- I gamorreani sono alieni corpulenti, dalla pelle verdastra, musi da maiale, vistose zanne che protrudono dalla mascella e un paio di corna sul capo. Vestono in maniera molto rozza e indossano spesso armature primitive con simboli tribali. Le loro armi preferite sono asce e mazze. A causa della loro forza bruta e scarsa intelligenza, vengono spesso assoldati come mercenari e guardie del corpo da signori del crimine e si dimostrano molto leali con i loro padroni e datori di lavoro. Jabba the Hutt li impiega come guardie del suo palazzo ne Il ritorno dello Jedi. Altri gamorreani appaiono in The Clone Wars e Resistance[35].

- I gand sono una specie insettoide caratterizzata da un esoscheletro di chitina, due grandi occhi compositi e tre dita per mano. Si sono adattati a respirare l'atmosfera ricca di ammoniaca del loro pianeta natale Gand, e per questo usano speciali maschere per respirare quando lasciano il pianeta. Molti gand sono abili seguipista e trovano quindi impiego come cacciatori di taglie[5]. Nell'Universo espanso si fa riferimento alla proibizione per i gand di usare nomi propri e di riferirsi a se stessi in prima persona, onori riservati ai membri della loro specie che si sono distinti particolarmente. I gand più conosciuti della serie sono il cacciatore di taglie Zuckuss ne L'Impero colpisce ancora, e nell'Universo espanso il pilota del Rogue Squadron Ooryl Qrygg.

- I geonosiani sono una specie insettoide nativa del pianeta Geonosis. Hanno un corpo protetto da un esoscheletro, facce allungate e una doppia coppia di ali. Risiedono in grandi colonie alveare sotterranee e la loro società è rigidamente divisa in classi. Sono barbari e violenti, e si divertono a osservare combattimenti sanguinari e mortali in grosse arene. Conosciuti per la loro industriosità, i geonosiani hanno allestito numerose fabbriche per la produzione di droidi e di elementi tecnologici, che riforniscono tutta la galassia. Ne L'attacco dei cloni, La vendetta dei Sith e The Clone Wars il loro leader Poggle il Minore mette queste fabbriche al servizio della Confederazione dei Sistemi Indipendenti per la creazione di droidi da combattimento. I geonosiani forniscono inoltre i piani iniziali per la costruzione della Morte Nera, ma l'Impero Galattico, per nascondere l'esistenza della superarma, sterilizza Geonosis sterminando la specie come affermato in Rebels[36][37].

- I givin sono originari del pianeta Yag'Dhul. Hanno corpi pallidi, glabri e scheletrici, che gli conferiscono un aspetto inquietante e spettrale. Sono conosciuti per la loro intelligenza e per possedere vaste conoscenze in campo matematico e scientifico. La loro struttura corporea gli permette inoltre di sopravvivere alla depressurizzazione e nello spazio aperto. Dei givin appaiono in Una nuova speranza e nel romanzo L'erede dei Jedi[38].

- I gossam sono piccoli umanoidi dal lungo collo e la pelle rugosa e bluastra provenienti dal pianeta Castell. Durante le guerre dei cloni la Gilda del Commercio, alleata con la Confederazione dei Sistemi Indipendenti, è guidata dalla presidentessa gossam Shu Mai[24]. Appaiono ne L'attacco dei cloni, La vendetta dei Sith e The Clone Wars.

- I gotal sono una specie antropomorfa proveniente dalla luna Antar IV. Hanno corpi e visi pelosi e due corna coniche sul capo che fungono da ricettori di emissioni elettromagnetiche. Sono una razza pacifica e relativamente diffusa nella galassia. Appaiono in Una nuova speranza, The Clone Wars, Rebels e Resistance[39].

- I gran sono alieni dalla carnagione chiara, musi allungati, con tre occhi sporgenti, piccole antenne sul capo e grosse mani nodose. Sono nativi del pianeta Malastare, con varie colonie sparse su altri mondi della galassia, tra cui Kinyen e Hok. I gran esercitano una grande influenza politica nel Senato galattico durante gli ultimi decenni della Repubblica, ma con la nascita dell'Impero il loro potere diminuisce sensibilmente. Appartengono alla specie: Ree-Yees ne Il ritorno dello Jedi, il corridore di sgusci Mawhonic ne La minaccia fantasma e numerosi senatori nella trilogia prequel e The Clone Wars[40].

- I gundark sono grosse creature carnivore provenienti dal pianeta Vanqor. Sono alti fino a due metri e hanno la pelle rossa. Dispongono di due arti superiori supplementari più piccoli, che non usano per camminare, ma che possono impiegare all'occorrenza. Sono dei predatori molto aggressivi e pericolosi, diventati proverbiali nella galassia per la loro forza bruta, violenza e scarsa intelligenza. Appaiono in The Clone Wars[41].

- I gungan sono una razza umanoide anfibia che vive in città sottomarine sul pianeta Naboo. La loro capitale è Otoh Gunga. I loro corpi sono perfettamente adattati alla vita acquatica: hanno un'elevata capacità polmonare, corpi slanciati, cartilaginei e flessibili, musi allungati, grandi orecchie a forma di pinne che permettono loro di nuotare più agilmente, denti resistenti per rompere le corazze di crostacei e conchiglie, e lunghe lingue per estrarne la carne o per strappare dalle rocce le alghe di cui si nutrono. Vengono considerati un popolo primitivo dalla maggior parte delle altre specie della galassia, sebbene dispongano di un'avanzata e peculiare tecnologia che fa uso di elementi biologici, materiali plastici e viscosi, e scudi deflettori. Per secoli hanno mantenuto rapporti tesi con i coloni umani del pianeta, preferendo ritirarsi nel loro ambiente sottomarino e ignorando le questioni galattiche. Tuttavia ne La minaccia fantasma si alleano con le forze della regina Amidala per respingere l'esercito di droidi della Federazione dei Mercanti; da allora le due specie vivono in pace e armonia e i gungan si sono aperti ai rapporti diplomatici con il resto della galassia. I membri della specie più conosciuti sono Jar Jar Binks, Boss Nass e Roos Tarpals, che appaiono nella trilogia prequel e The Clone Wars[42][43]. Il nome "gungan" deriva dal termine che il figlio di Lucas, Jett, usava da piccolo per designare i trattori e i camion[44].

## H
- Gli h'nemthe del pianeta H'nemthe sono una specie con quattro piccole corna, un'ossatura molto evidente della faccia e una sorta di proboscide nasale; la loro pelle è di color grigio-verde e hanno grossi occhi scuri. Nell'Universo espanso gli h'nemthe maschi sono venti volte più numerosi delle femmine, e questo ha generato un complesso rituale di accoppiamento che si conclude con la femmina che uccide il proprio partner eviscerandolo con la propria lingua affilata. Ciononostante i maschi accettano di buon grado la loro sorte, e tutta la loro cultura ruota attorno alla ricerca del vero amore e alla procreazione. Un h'nemthe fa la sua apparizione nella cantina di Mos Eisley in Una nuova speranza[45].

- Gli hutt sono una specie di alieni provenienti dal pianeta Nal Hutta ma che nel corso dei secoli hanno colonizzato vari mondi. Il loro aspetto è simile a grosse lumache: non hanno gambe, ma solo due braccia molto piccole rispetto al resto del corpo, che è massiccio, lungo fino a cinque metri e che termina in una lunga coda. Hanno due grossi occhi che ricordano quelli dei rettili, una larga bocca priva di labbra e denti e una lingua lunga e prensile. La testa sembra una continuazione del corpo grasso e adiposo. Parlano l'huttese, lingua abbastanza diffusa nella galassia e adottata anche da altre specie, e hanno una durata di vita molto elevata. La maggior parte degli appartenenti a questa specie è specializzata in attività criminali e in traffici illegali di ogni genere. Molte delle organizzazioni illecite della galassia sono gestite dagli hutt. Il più famoso appartenente a questa razza è Jabba the Hutt in Una nuova speranza, Il ritorno dello Jedi, La minaccia fantasma e The Clone Wars[46][47].

## I
- Gli iktotchi sono una razza aliena proveniente dalla luna Iktotch. Hanno due corna sulla testa con le punte convergenti verso il basso, sono senza capelli e hanno la pelle rossa-marrone. Sono conosciuti per le loro doti precognitive e telepatiche. Un famoso Iktotchi è Saesee Tiin, membro del consiglio Jedi durante il periodo delle guerre dei cloni e apparso nella trilogia prequel e The Clone Wars[48].

- Gli ishi tib sono degli alieni bipedi provenienti dal pianeta Tibrin. Sono anfibi, con la pelle verde e hanno la testa a forma di stella, con larghi occhi poste su due estremità, due appendici carnose rivolte verso il basso ai lati della testa e la bocca a forma di becco. Sono una razza molto paziente, ecologista e devota alla natura. Sono noti anche per le loro doti manageriali e infatti molti ishi tib ricoprono ruoli importanti nelle corporazioni della galassia. Un ishi tib appare tra i cortigiani nel palazzo di Jabba the Hutt e un altro nella riunione dei ribelli precedente l'attacco alla Morte Nera II ne Il ritorno dello Jedi. Altri membri della specie compaiono nella trilogia prequel, The Clone Wars e Rebels[49].

- Gli ithoriani sono una specie proveniente da Ithor. Sono riconoscibili per la loro testa sottile, arcuata e a forma di martello, con gli occhi posti in alto ai lati e due bocche ai due lati del collo. Hanno la pelle in varie tonalità del marrone e del grigio. A causa della struttura delle loro corde vocali non riescono a parlare il basic galattico, ma si esprimono in una lingua fatta di brontolii e rimbombi; nell'Universo espanso possono inoltre emettere dei suoni così forti da provocare un'onda d'urto sonora in grado di danneggiare l'ambiente e le persone circostanti. Sono una specie erbivora, generalmente pacifica, devota all'ambiente e alla natura. Ithoriani appaiono in Una nuova speranza, La minaccia fantasma, L'attacco dei cloni, The Clone Wars, Rebels e Resistance[50][51].

## J
- I jawa sono una specie aliena originaria del pianeta Tatooine. Sono alti un metro circa, hanno occhi gialli che brillano e parlano un linguaggio molto veloce. Il loro volto è celato da una fasciatura di bende e si vestono con tuniche marroni con cappuccio. Sono scavatori di roccia, setacciano le distese desertiche di Tatooine alla ricerca di rottami e parti metalliche, e spesso barattano e fanno compravendita di tecnologia e minerali preziosi. Attraversano il pianeta tramite grossi mezzi di trasporto chiamati sandcrawler, nei quali abitano numerosi membri di uno stesso clan. Il resto delle famiglie vive in remote fortezze nel deserto, dove sono stivate le merci e i loro beni, dotate di mura a difesa degli attacchi dei tusken e dei dragoni krayt. In Una nuova speranza un gruppo di jawa recupera nel deserto C-3PO e R2-D2, per poi venderli a Owen Lars e Luke Skywalker. Appaiono anche ne Il ritorno dello Jedi, La minaccia fantasma, L'attacco dei cloni, The Clone Wars, The Mandalorian e The Book of Boba Fett[52][53].

## K
- I kaadu sono creature bipedi a metà strada tra uccelli e rettili. Hanno un'altezza di due metri, pelle liscia senza piume e una corta coda; sono robusti, agili, veloci e hanno un ottimo senso dell'udito e dell'olfatto. Provengono dal pianeta Naboo, dove sono stati addomesticati dai gungan e usati come cavalcature. Compaiono ne La minaccia fantasma e The Clone Wars[54].

- I kaleesh sono una specie dalla pelle rosso-arancione a scaglie e dei tratti somatici simili a pipistrelli, che celano solitamente dietro maschere tradizionali. Sono una razza nomade originaria del pianeta Kalee. A causa di un lungo conflitto con gli yam'rii, da cui sono usciti sconfitti, sono gravati da una notevole arretratezza economica. Poco dopo lo scoppio delle guerre dei cloni il Clan Bancario Intergalattico finge di offrire aiuto ai kaleesh in cambio del loro supporto alla causa separatista, ma in realtà è interessato ad arruolare un signore della guerra kaleesh: il Generale Grievous. Costui dopo un incidente accaduto alla sua navetta, viene ricostruito per iniziativa del Conte Dooku in forma di cyborg e diviene il comandante dell'esercito separatista ne La vendetta dei Sith e The Clone Wars[55].

- I kaminoani sono una specie caratterizzata da corpo alti, slanciati ed eleganti, pelle pallida e grandi occhi scuri che vedono i colori dello spettro ultravioletto. I maschi presentano una cresta cranica a forma di pinna, retaggio della loro origine acquatica. Il loro aspetto è basato sull'immagine stereotipata degli alieni grigi, resa meno severa da elementi tratti da cuccioli di foca così da conferir loro un'aria innocente. Vivono in costruzioni e città erette sull'oceano, che ricopre il loro remoto pianeta Kamino. I kaminoani sono esperti di genetica e posseggono le più avanzate conoscenze sulla clonazione dell'intera galassia. Amano l'isolamento dal resto della galassia, sono pacifici, ma non si pongono problemi etici sulle attività di ricerca e di clonazione che svolgono. Sono loro a creare l'esercito di cloni per la Repubblica Galattica ne L'attacco dei cloni e The Clone Wars[56][57].

- I kel dor sono alieni provenienti dal pianeta Dorin. Hanno due paia di zanne pronunciate e una pelle chiara e spessa, che permette loro di resistere per brevi periodi nello spazio aperto. Per sopravvivere in ambienti ricchi di ossigeno e proteggere i loro occhi dall'essiccamento, indossano spesso delle maschere che gli ricoprono la bocca, il naso e gli occhi. Un kel dor è Plo Koon, membro del consiglio Jedi ne L'attacco dei cloni, La vendetta dei Sith e The Clone Wars[58].

- I kiffar sono una razza quasi umana che proviene dai pianeti Kiffu e Kiffex. Le caratteristiche della specie sono la pelle scura, capelli neri generalmente tenuti con acconciature particolari e tatuaggi cerimoniali sul viso e sul corpo, che identificano l'appartenenza a uno specifico clan. Alcuni membri della specie possiedono il dono della psicometria e sono in grado di leggere la storia degli oggetti semplicemente toccandoli. Appaiono ne La minaccia fantasma e The Clone Wars. Il Jedi Quinlan Vos è un kiffar[59].

- I kitonak sono alieni provenienti dal pianeta Kirdo III. Sono grassocci, hanno l'epidermide chiara, spugnosa e molto resistente all'ambiente caldo dei deserti del loro pianeta natale. Sono pacifici, sedentari e pazienti di natura, inoltre parlano e camminano molto lentamente. Il musicista Droopy McCool della Max Rebo Band apparso ne Il ritorno dello Jedi è un kitonak[5].

- I klatooniani sono una specie umanoide proveniente dal pianeta Klatooine. Hanno una mascella pronunciata, la fronte accigliata e la pelle tra il marrone e il verde. Questo loro aspetto minaccioso, la loro forza e resistenza fanno sì che trovino spesso impiego come guardie del corpo, scagnozzi criminali o cacciatori di taglie in giro per la galassia. Uno dei responsabili della sicurezza di Jabba the Hutt ne Il ritorno dello Jedi è un klatooiniano. Altri membri della specie appaiono ne La minaccia fantasma, L'attacco dei cloni, The Clone Wars e Resistance[60].

- I koorivar sono una specie umanoide che si distingue per la pelle da rettile e un grande corno a spirale diretto verso l'alto al centro del cranio. Nel romanzo Tarkin viene specificato che sono originari di un pianeta perduto e che in seguito a varie peregrinazioni si sono stanziati su un nuovo mondo che hanno chiamato Kooriva. Durante le guerre dei cloni il senatore koorivar Passel Argente offre il supporto del pianeta ai separatisti, ma molti dei suoi concittadini rimangono leali alla Repubblica e si trasferiscono su Antar IV. Compaiono anche nei film della trilogia prequel[24].

- I kubaz sono una razza aliena dalla pelle scura, occhi grandi e sensibili, che proteggono solitamente con degli occhiali, e vistose proboscidi prensili, che utilizzano per nutrirsi di insetti. Provengono dal pianeta Kubindi. Non riescono a pronunciare il basic galattico e comunicano con un linguaggio fatto di squittii. Un kubaz che lavora come informatore per l'Impero informa gli stormtrooper della presenza di Luke, Obi-Wan, C-3PO e R2-D2 a Mos Eisley in Una nuova speranza[61].

## L
- I lannik sono dei bassi umanoidi bipedi, con lunghe orecchie cadenti, la pelle chiara e i capelli solitamente raccolti in una ciocca. Il loro pianeta natale è Lannik. Il Jedi Even Piell ne La minaccia fantasma, L'attacco dei cloni e The Clone Wars è un membro di questa specie[62].

- I lasat sono una specie dotata di elevata altezza, forza e agilità. Sono ricoperti da una corta pelliccia grigio-viola e molti di loro sono valenti combattenti. La loro razza è originaria di Lasan, ma l'Impero ha devastato il pianeta uccidendo quasi tutti i membri della specie. Zeb Orrelios, uno dei membri dell'equipaggio dello Spettro in Rebels, e Jaro Tapal, il maestro Jedi di Cal Kestis nel videogioco Star Wars Jedi: Fallen Order, sono lasat[63].

- Le lumache spaziali sono grossi gastropodi dentati, formati prevalentemente da silicio, che vivono all'interno di caverne o crateri negli asteroidi. Raggiungono la maturità sessuale a dieci metri di lunghezza e quindi si riproducono dividendosi in due parti identiche e autosufficienti. Quei pochi individui che non subiscono questo processo continuano a crescere per tutta la vita, raggiungendo anche i novecento metri di lunghezza. Lumache di tali dimensioni predano addirittura le astronavi. Altrimenti si nutrono di minerali presenti sugli asteroidi, di rottami spaziali, di campi di energia stellari e di mynock. Una lumaca spaziale attacca il Millennium Falcon nel campo di asteroidi di Hoth ne L'Impero colpisce ancora[64][65].

- I lurmen sono alieni simili a lemuri, alti poco più di un metro, con grandi occhi gialli, una coda e una peluria marrone-grigia. Sono pacifici e alcuni membri della specie possono chiudersi a palla e rotolare molto velocemente senza sforzo. Provengono da Mygeeto, ma si sono stabiliti anche su altri pianeti, come il clan lurmen di Tee Watt Kaa stanziatosi su Maridun in The Clone Wars[66].

## M
- I mirialani sono una razza umanoide nativa del pianeta Mirial. Hanno occhi di colore brillante, alcuni hanno la pelle pallida e altri più scura con tonalità del giallo e del verde, e portano tatuaggi geometrici sul volto dal significato mistico. I mirialani hanno una forte spiritualità e possiedono dei rudimenti nell'uso della Forza. La Jedi Luminara Unduli e la sua padawan Barriss Offee sono entrambe mirialane. Appaiono ne L'attacco dei cloni, La vendetta dei Sith, The Clone Wars, Rebels e Resistance[67].

- I mon calamari sono una razza anfibia originaria del pianeta Mon Cala. Sono umanoidi, alti circa 1,70 metri, con grosse teste da pesce, occhi gialli grandi e sporgenti e mani e piedi palmati; la loro pelle in genere è di color salmone, ma può essere anche blu, azzurra, verde e porpora, con diverse sfumature. Poiché possono tranquillamente viviere sulla terraferma o in acqua, le loro città si sviluppano sia su piattaforme galleggianti che nelle profondità degli oceani del loro pianeta. Sono una popolazione pacifica, conosciuti per la loro arte e cultura e per essere abili costruttori di navi stellari. Coabitano sul loro mondo con la specie dei quarren. Con lo scoppio delle guerre dei cloni in The Clone Wars, i quarren si alleano con i separatisti per far uscire il pianeta dall'influenza della Repubblica, e attaccano i mon calamari con l'ausilio dei droidi da battaglia. I mon calamari chiedono quindi aiuto alla Repubblica, e grazie all'intervento dei Jedi, riescono a riportare l'ordine sul loro pianeta. L'animo repubblicano dei mon calamari emerge anche durante la guerra civile galattica, nella quale la specie presta il suo supporto alla causa dell'Alleanza Ribelle, rifornendola di navi da guerra come gli incrociatori mon calamari. Fanno parte della specie gli ammiragli dell'Alleanza Ribelle Ackbar e Raddus, il Jedi Nahdar Vebb e l'ingegnere Quarrie. Appaiono ne Il ritorno dello Jedi, La vendetta dei Sith, la trilogia sequel, Rogue One, The Clone Wars e Rebels. Il nome "mon calamari" è stato scherzosamente ideato dal supervisore del design delle creature Phil Tippett dopo un pranzo a base di insalata di calamari[68][69][70].

- I mustafariani sono una specie insettoide nativa di Mustafar. Hanno la pelle dura come il cuoio, una proboscide e vestono con abiti che li proteggono dalla lava e dal magma. La razza comprende due sottospecie, che si distinguono per essere una più alta e snella, e l'altra più bassa, tarchiata e resistente. Parlano un proprio linguaggio ronzante. Vivono in caverne, da cui fuoriescono per raccogliere i rari minerali che vengono eruttati continuamente dal pianeta e su cui si basa tutta la loro economia. Appaiono ne La vendetta dei Sith[71].

- I muun sono umanoidi molto alti e magri, dalla pelle chiara e la testa calva e allungata. Vivono in una società molto agiata e sono conosciuti per la loro avarizia. I muun controllano il Clan Bancario Intergalattico, di cui San Hill è il presidente. Durante le guerre dei cloni, i muun aiutano economicamente e militarmente i separatisti, sovvenzionando i sistemi galattici per convincerli a lasciare la Repubblica. Compaiono ne L'attacco dei cloni, La vendetta dei Sith, The Clone Wars e Rebels[72]. Nell'Universo espanso il Sith Darth Plagueis è un muun.

- I mynock sono creature alate della lunghezza di 1,6 metri e la pelle rugosa e giallastra. Con la loro bocca da sanguisuga si attaccano ai cavi elettrici e ne assorbono la corrente, per questo sono considerati dei parassiti dai capitani di astronavi. Provengono dal pianeta Ord Mynock, ma poiché sono in grado di sopravvivere al vuoto spaziale e alla depressurizzazione atmosferica, si sono diffusi anche su asteroidi e planetoidi. Alcuni mynock appaiono nello stomaco della lumaca spaziale in cui si rifugia il Millennium Falcon ne L'Impero colpisce ancora[73][74].

## N
- I nautolani sono una specie anfibia umanoide originaria del pianeta Glee Anselm e in grado di respirare sulla terraferma o sott'acqua. Hanno la pelle verde o blu, una corona di lunghi tentacoli dello stesso colore della pelle al posto dei capelli, e grandi occhi scuri in grado di vedere anche al buio. I tentacoli permettono ai nautolani di captare i feromoni, gli umori e le emozioni intorno a loro. Quando devono confrontarsi con la violenza e l'aggressività, rispondono nello stesso modo; quando invece l'approccio è calmo e civile sanno essere educati e di estremo aiuto. Kit Fisto, membro del consiglio dei Jedi ne L'attacco dei cloni, La vendetta dei Sith e The Clone Wars, è un nautolano[75].

- I neimoidiani sono un popolo umanoide dalla pelle grigio-verde, altezza elevata, facce piatte senza naso e grossi occhi rossi. La specie è originaria del pianeta Neimoidia, ma nel corso dei millenni ha colonizzato anche diversi mondi vicini, come Cato Neimoidia. La loro società è ricca, opulenta e decadente. Rifuggono qualsiasi tipo di lavoro manuale, delegando queste mansioni ai droidi o alla servitù appartenente ad altre razze. Vestono abiti eleganti e copricapi pomposi che rappresentano il loro status sociale. Parlano il basic galattico con una forte inflessione, mentre tra di loro usano una forma di comunicazione verbale e non verbale chiamata pak pak e costituita principalmente da suoni gutturali, grugniti e gracidii. I neimoidiani sono conosciuti per il loro senso degli affari, che sfocia spesso in avarizia, corruzione e codardia, mentre risultano privi di senso dell'onore e di fiducia. Questa loro abilità imprenditoriale gli ha permesso di salire al vertice della Federazione dei Mercanti. Il motivo principale della loro inflessibilità negli affari è la competizione a cui sono sottoposti fin dalle fasi iniziali della loro vita; fino all'età di sette anni hanno infatti l'aspetto di larve e vengono cresciuti in nidi comuni con una quantità di cibo limitata, così da eliminare gli individui più deboli e isolare i più tenaci. Quando ne La minaccia fantasma la Repubblica vaglia l'idea di tassare le rotte commerciali della galassia, i neimoidiani, a capo della Federazione dei Mercanti e manipolati da Darth Sidious, per protesta attuano un blocco commerciale e invadono il pacifico pianeta Naboo, ma sono infine sconfitti. Durante le guerre dei cloni ne L'attacco dei cloni, La vendetta dei Sith e The Clone Wars si alleano poi con i separatisti, mettendo a loro disposizione le loro ricchezze e schiere di droidi da battaglia. Appartengono a questa specie Nute Gunray, Rune Haako e Lott Dod. Nell'Universo espanso la somiglianza dei neimoidiani coi duros è motivata dal fatto che agli albori della galassia i duros colonizzarono Neimoidia e da questi primi coloni, evolutisi in maniera indipendente, ebbe origine la specie dei neimoidiani[76][77].

- I nexu sono creature quadrupedi, con una coda biforcuta, larghe fauci con una tripla fila di denti aguzzi, quattro occhi rossi, tre grandi artigli per ogni zampa, e un pelo pungente che si indurisce sempre di più verso il dorso. Sono agili, muscolosi e hanno un carattere estremamente aggressivo. Intimoriscono i nemici con lo sguardo e ruggiti, e poi attaccano con lunghi balzi, morsi e graffi. Un esemplare appare ne L'attacco dei cloni nell'arena di Geonosis, dove attacca Padmé Amidala[78].

- I nikto sono un popolo umanoide. Ne esistono diverse sottospecie: le due più numerose sono i kajain'sa'nikto o nikto rossi e i kadas'sa'nikto o nikto verdi, entrambe caratterizzate da una spessa pelle a scaglie, occhi scuri, corna e aculei. Agli albori della galassia il loro pianeta natale Kintan finì sotto l'influenza degli hutt e per questo molti nikto vengono impiegati come guardie del corpo e mercenari dai signori del crimine hutt. Alcuni nikto hanno però anche fatto parte dell'ordine Jedi, come Sirch Fi-Ek e Ima-Gun Di negli ultimi anni della Vecchia Repubblica. Appaiono ne Il ritorno dello Jedi, la trilogia prequel, The Clone Wars e Resistance[79][80][81].

- I nimbanel sono umanoidi simili a rettili a sangue caldo originari del pianeta Nimban. Sono molto spesso al servizio degli hutt. Appaiono in Una nuova speranza, Il ritorno dello Jedi e The Clone Wars[5].

- I noghri sono una specie umanoide originaria di Honoghr. Hanno la pelle grigia e una fila verticale di piccole corna sul capo, sono glabri e hanno una postura bipede, sebbene quando corrono poggiano le mani a terra come le scimmie. Sono molto agili e possono spiccare grandi salti. Possiedono inoltre un eccellente senso dell'olfatto, che li rende degli ottimi cacciatori e assassini. Appaiono in Rebels[82]. Nell'Universo espanso alcuni guerrieri noghri formano la guardia d'onore della Principessa Leila nel periodo della Nuova Repubblica.

## O
- Gli ongree sono una specie fisicamente bizzarra, con i tratti somatici invertiti rispetto alla maggior parte delle forme di vita: hanno occhi grandi e rossi situati su appendici poste in basso ai lati della testa, le narici e la bocca si trovano più in alto di questi, mentre sul mento hanno dei piccoli tentacoli. Provengono dal pianeta Skustell. Sono esseri moderati ed equilibrati che trovano spesso impiego come ambasciatori e diplomatici. I Jedi Coleman Kcaj e Pablo-Jill ne L'attacco dei cloni, La vendetta dei Sith e The Clone Wars sono ongree[5].

- Gli ortoloan sono una razza di creature dalla pelle blu, con un naso molto lungo e grosse orecchie che li fanno assomigliare a piccoli elefanti. Amano molto la musica e il cibo, e sono molto resistenti alle temperature rigide del loro mondo natale Orto. Max Rebo, il leader della Max Rebo Band che suona nel palazzo di Jabba the Hutt ne Il ritorno dello Jedi, appartiene a questa specie[24].

## P
- I pa'lowick sono una specie rettile nativa del pianeta Lowick. Hanno un corpo bulboso sorretto da gambe lunghe e magre, la pelle gialla chiazze, gli occhi piccoli e la bocca collocata all'estremità di una proboscide. La pa'lowick più rappresentativa della serie è Sy Snootles, la cantante della Max Rebo Band che appare ne Il ritorno dello Jedi e The Clone Wars[83].

- I pantorani sono una specie quasi umana dalla pelle blu, che sono soliti decorare con disegni e tatuaggi di colore giallo a significare la loro appartenenza a uno specifico clan. Sono una razza democratica e civilizzata nativa della luna Pantora e con forti legami con la Repubblica Galattica. Durante le guerre dei cloni i pantoran scoprono che il vicino pianeta Orto Plutonia è abitato dalla specie senziente dei talz e ne rivendicano inizialmente la supremazia, ma in seguito ad alcuni scontri i due popoli stringono un'alleanza che prevede l'autodeterminazione dei talz. Il barone Papanoida, interpretato dallo stesso George Lucas, appartiene a tale specie. Appaiono ne La vendetta dei Sith e The Clone Wars[84][85].

- I pau'an sono una specie umanoide dalla pelle bianco-grigia segnata da linee verticali molto marcate, fisico alto e asciutto, denti seghettati, e unghie lunghe, che veste abiti stretti ed eleganti. Nonostante l'aspetto minaccioso i pau'an sono pacifici e gentili. Per via della loro longevità, dell'ordine di secoli, sono soprannominati "gli Antichi". Preferiscono l'oscurità alla luce, e per questo risiedono in città e abitazioni sotterranee o costruite all'interno di pozzi nel loro pianeta natale Utapau. Condividono il pianeta con altre tre specie, gli utai, gli amani e i sugi, occupandosi in prima linea dell'amministrazione, della burocrazia e delle relazioni diplomatiche con il resto della galassia. Compaiono ne La vendetta dei Sith, The Clone Wars e Rebels. Il Grande Inquisitore in Rebels è un pau'an[86][16].

- I kallidahin, meglio conosciuti come polis massani, sono alieni umanoidi alti circa un metro, al posto del viso hanno una membrana osmotica, due piccoli occhi, e sono privi di bocca, naso e lineamenti facciali. Hanno mani a quattro dita. Sebbene siano in grado di respirare e di parlare, sono solitamente silenziosi e comunicano tramite telepatia. Sono originari del pianeta Kallidah, ma, poiché alcuni di loro si trasferirono molti secoli prima sull'asteroide Polis Massa per effettuare scavi e ricerche archeologiche, vengono comunemente associati a quest'ultimo. Ne La vendetta dei Sith dei medici polis massani aiutano Padmé Amidala a far nascere i gemelli Skywalker[87].

- I pyke sono una specie senziente proveniente dal pianeta Oba Diah. Sono più alti degli umani e hanno una forma affusolata; le loro teste sono sorrette da colli discretamente lunghi e sono molto grandi, ma presentano una faccia minuscola. Sebbene i loro movimenti siano eleganti e pacati sanno essere spietati e la maggior parte di loro sono criminali. Molti membri della specie fanno parte del Sindacato Pyke, un'organizzazione criminale responsabile della produzione e della distribuzione di spezia. Appaiono in Solo e The Clone Wars[88].

## Q
- I quarren sono una specie umanoide dall'aspetto simile a calamari: hanno la pelle chiara e molto resistente, quattro tentacoli che gli pendono dal volto, occhi color turchese e dita provviste di pinne o ventose. Come i calamari sono inoltre in grado di spruzzare inchiostro nero dalla bocca per difendersi da eventuali aggressori. Sono una razza anfibia di ottimi nuotatori, e possono vivere sott'acqua o sulla terraferma, sebbene nel secondo caso debbano stare attenti a evitare che la loro pelle si secchi troppo. Sono originari del pianeta Mon Cala, che condividono con i mon calamari in rapporti occasionalmente tesi e di indifferenza reciproca ma perlopiù pacifici. In The Clone Wars la Confederazione dei Sistemi Indipendenti promuove la creazione della Lega Isolazionista dei Quarren per mano del senatore corrotto Tikkes e di alcune frange insurrezionaliste, che getta il pianeta Mon Cala nella guerra civile tra quarren e mon calamari. La lega e le truppe dei droidi separatisti vengono infine sconfitte grazie all'intervento dei Jedi, e da allora i quarren collaborano con i mon calamari nelle guerre dei cloni e nella guerra civile galattica al fianco dell'Alleanza Ribelle. Appaiono ne Il ritorno dello Jedi, la trilogia prequel, The Clone Wars e Resistance[89][90].

- I quermiani sono una specie di umanoidi dal lungo collo, dotati di due cervelli, uno nel capo e uno nel petto, di quattro braccia, e di abilità mentali molto forti. Provengono dal pianeta Quermia. Yarael Poof, membro del consiglio Jedi ne La minaccia fantasma appartiene a questa razza[24].

## R
- I ranat sono una specie di piccoli umanoidi dall'aspetto simile a roditori, con una lunga coda, baffi, denti aguzzi e lunghi incisivi che emergono dalla mascella. Hanno un ottimo senso dell'olfatto e della vista. La maggior parte delle altre specie li considera una razza inferiore, in realtà possono essere degli spietati killer con un'intelligenza sottile. Un membro di questa razza appare in Una nuova speranza[91].

- I rancor sono grosse creature rettili originarie del pianeta Dathomir. Con un'altezza fino a cinque metri, due zampe tozze e massicce, lunghe braccia artigliate, fauci irte di denti affilati e una spessa pelle in grado di resistere perfino a colpi di blaster, sono dei pericolosi predatori. Ciononostante i rancor allo stato selvaggio sono generalmente pacifici, ma se provocati possono reagire violentemente. Vengono ricercati da ricchi collezionisti e signori del crimine, come Jabba the Hutt che ne ospita un esemplare nel suo palazzo di Tatooine per diletto personale e per sbarazzarsi di ospiti sgraditi. Appaiono ne Il ritorno dello Jedi, The Clone Wars[92][93] e The Book of Boba Fett, dove Boba Fett decide di trattarlo con rispetto.

- I rodiani sono una razza rettile e umanoide, si distinguono per la pelle verde o rossa a scaglie, antenne e creste sulla testa, occhi molto grandi, musi allungati e arti e dita sottili, provvisti di ventose. Provengono dal pianeta Rodia, ma sono molto diffusi nella galassia tra tutti gli strati sociali, dal mondo della politica fino al crimine organizzato. I rodiani più rappresentativi della serie sono: Greedo, il cacciatore di taglie ucciso da Ian Solo nella cantina di Mos Eisley in Una nuova speranza, e il senatore Onaconda Farr in The Clone Wars. Altri esponenti della specie appaiono ne Il ritorno dello Jedi, nella trilogia prequel, Solo, Rebels e Resistance[94][95] nonché nella serie The Book of Boba Fett.

## S
- I sarlacc sono tra le creature più pericolose, rare e misteriose della galassia. Allo stadio adulto raggiungono i cento metri di lunghezza e tengono il loro corpo nascosto in buche nel terreno da cui fuoriescono solo vari tentacoli e un'immensa bocca provvista di becco e lingua con varie file di denti aguzzi, nutrendosi di tutto quello che cade nel loro buco. Poiché il loro approvvigionamento è infrequente e incostante, i sarlacc hanno sviluppato un sistema digestivo efficiente: il loro stomaco è capace di dissolvere lentamente una preda in sostanze nutrienti utilizzando un processo che può durare migliaia di anni e durante il quale la vittima è tenuta artificialmente in vita in preda a dolori atroci. Siccome i sarlacc sono molto pericolosi e abitano in zone remote e inospitali, in pochi hanno tentato di studiarli e non si conosce molto della loro biologia. Alcuni ricercatori credono che i sarlacc siano animali, altri invece argomentano che la loro struttura a radice e il sistema di riproduzione tramite spore indicano un'origine vegetale. Un sarlacc che vive nel Pozzo di Carkoon, una depressione nel deserto sabbioso del pianeta Tatooine, appare per la prima volta ne Il ritorno dello Jedi, quando Jabba the Hutt vi conduce Luke Skywalker, Ian Solo e Chewbecca per farli giustiziare dalla creatura. Nell'edizione originale del film, a causa di limitazioni tecniche il sarlacc appariva semplicemente una buca inanimata nel terreno, con alcune fila di denti e pochi tentacoli; l'aspetto venne cambiato nella riedizione DVD del 1997, con l'aggiunta di un becco animato e diversi tentacoli digitali[96][97]. Lo stesso esemplare ricompare nella serie The Book of Boba Fett[98].

- I selkath sono una specie acquatica con corpi umanoidi, teste allungate e caratteristici lembi di pelle ai lati della bocca. La loro pelle grigia, blu o rosa con macchie mimetiche deve sempre rimanere umida, per questo quando si trovano in superficie indossano tute apposite. Sono originari del pianeta Manaan. Si tratta di una razza pacifica, che condanna gli atti di violenza e chi mette in pericolo la neutralità del loro popolo, e che si dedica soprattutto alla cura degli oceani del loro pianeta e dei malati. Compaiono per la prima volta nelle opere dell'Universo espanso Star Wars: Knights of the Old Republic, Star Wars: The Old Republic e L'alba degli Jedi e in seguito sono stati inclusi anche in The Clone Wars[99].

- Gli shi'ido sono una razza di mutaforma proveniente da Lao-mon. Poco si sa su di loro, dato che sono restii a venire in contatto con altre specie. Il loro reale aspetto è caratterizzato da un volto rinsecchito, la pelle pallida, una bocca larga e gli occhi infossati. Per via della loro particolare struttura fisica, molto malleabile e in grado di riassemblarsi a piacimento, possono prendere l'aspetto di qualunque altra specie vivente, inclusi oggetti inanimati. Sono molto longevi, potendo vivere fino a cinquecento anni. Sono stati introdotti nella serie di romanzi per ragazzi dell'Universo espanso La galassia del terrore e inseriti poi anche nella trilogia prequel[100].

- I shistavanen sono una razza umanoide dall'aspetto simile a lupi: sono ricoperti di pelo, hanno orecchie appuntite, musi allungati, lunghi denti e artigli, e occhi rossi o gialli luminosi. I loro sensi sono molto sviluppati e li rendono abili cacciatori. Sono particolarmente xenofobi, non ammettono intrusione nei propri affari interni da parte di altre razze e possono essere molto aggressivi con gli stranieri. Compaiono nel fumetto Chewbaccа e in diverse opere dell'Universo espanso.

- Gli skakoani sono una specie originaria del pianeta Skako. Essendosi adattati a condizioni di vita estremamente diverse dal resto della galassia, gli skakoani sono costretti a indossare pesanti scafandri quando abbandonano il loro pianeta e tendono per questo a viaggiare poco e a rimanere isolati. Controllano la Tecno Unione, un'importante corporazione di scienziati, ingegneri e industriali che durante le guerre dei cloni si schiera dalla parte dei separatisti. Il leader della Tecno Unione, Wat Tambor, appartiene a questa specie[24].

- Gli snivviani sono umanoidi bassi con la mascella pronunciata, canini sporgenti, narici larghe e occhi molto distanziati. Provengono dal freddo pianeta Cadomai e la loro pelle è molto dura e resistente. Sono ottimi esploratori e segugi, facilmente incontrabili in molti mondi della galassia. Appaiono nella trilogia originale, The Clone Wars, Rebels e Resistance[101][102].

- I sullustani sono una specie umanoide caratterizzata da due vistosi lembi di pelle sulle guance, grandi occhi scuri e orecchie a sventola. Provengono dal pianeta Sullust e parlano il sullustese, una lingua propria, articolata, rapida e fluida. Durante la guerra civile galattica molti sullustani si uniscono all'Alleanza Ribelle nella lotta contro l'Impero. Appartengono al popolo dei sullustani i piloti ribelli Nien Nunb e Ten Numb ne Il ritorno dello Jedi, nella trilogia sequel e Resistance[103].

## T
- I talz sono grossi alieni bipedi, coperti di pelliccia bianca, dotati di due distinte paia di occhi, due per la visione diurna e due per quella notturna, e una piccola proboscide utilizzata per assumere nutrimento e per comunicare. Abitano il freddo pianeta Orto Plutonia, in villaggi nascosti all'interno di crepacci di ghiaccio e piccole capanne realizzate con ossa e pelli. Hanno una cultura primitiva e tribale, legata alla sopravvivenza e allo sfruttamento delle poche risorse naturali del loro pianeta. Durante le guerre dei cloni la Repubblica e la Confederazione dei Sistemi Indipendenti tentano di stabilire degli avamposti su Orto Plutonia, ma questi vengono annientati dai talz. Dopo una serie di scontri la Repubblica, i pantoran e i talz stringono un armistizio, che riconosce la libertà e la sovranità della specie sul pianeta. Compaiono in Una nuova speranza e The Clone Wars[104][105].

- I tauntaun sono una specie di grandi lucertole bipedi, dalla folta pelliccia e due grandi corna ricurve, provenienti dal pianeta Hoth. Sono perfettamente adattati alle condizioni climatiche del pianeta, ma le rigide temperature notturne possono rivelarsi fatali anche per loro. Con l'insediamento del quartier generale dell'Alleanza Ribelle su Hoth ne L'Impero colpisce ancora, i ribelli addomesticano i tauntaun e li utilizzano come cavalcature per missioni di ricognizione o come bestie da soma[106].

- I thisspiasiani sono una razza serpentiforme dalla pelle verde, una lunga coda, quattro braccia e dei volti coperti da una folta peluria. Sono originari del pianeta Thisspias. Oppo Rancisis, membro del consiglio Jedi durante le guerre dei cloni ne La minaccia fantasma, L'attacco dei cloni e The Clone Wars, appartiene a questa razza[24].

- I togruta sono una specie umanoide dalla pelle variamente pigmentata in colori accesi, che sono soliti mitigare soprattutto sul volto con delle decorazioni prevalentemente bianche. Sono caratterizzati da delle protuberanze simili a corna che gli circondano il volto, gli scendono sul torace e si accrescono con l'età. Le escrescenze sono di colore bianco, attraversate da strisce trasversali irregolari più scure. Provengono dal pianeta Shili, ma hanno fondato anche altre colonie nella galassia, come su Kiros. Appartengono a questa specie le Jedi Shaak Ti e Ahsoka Tano nella trilogia prequel, The Clone Wars e Rebels[107].

- I toydariani sono una specie umanoide di taglia media con corpi tozzi, la pelle blu, un paio d'ali, piedi palmati, e una corta proboscide da cui spuntano piccole zanne. Benché sembrino goffi e pesanti sono in realtà molto leggeri, dato che i loro corpi sono pieni di gas, e possono quindi volare a lungo sorretti dalle piccole ali. Sono un popolo orgoglioso, scaltro e risoluto, per questo risultano immuni ai trucchi mentali e alle manipolazioni eseguite tramite la Forza. Abitano il pianeta Toydaria e la loro società è governata da una monarchia. Il toydariano più rappresentativo della serie è il mercante Watto, che compare ne La minaccia fantasma e L'attacco dei cloni. Altri membri della specie fanno la loro apparizione in The Clone Wars[108][109].

- I trandoshani sono rettiloidi bipedi provenienti dal pianeta Trandosha. Possono raggiungere i due metri di altezza, hanno la pelle liscia a squame di colore verde-marrone, e arti allungati e provvisti di artigli. Nell'Universo espanso sono inoltre in grado di rigenerare arti recisi e mutano periodicamente la loro pelle. Sono conosciuti per la loro prodigiosa forza fisica e per la loro abilità di caccia, che li rende tra i cacciatori di taglie più pericolosi della galassia. Il trandoshiano più conosciuto in questo ambito è Bossk ne L'Impero colpisce ancora, Il ritorno dello Jedi e The Clone Wars[110].

- I tusken, chiamati anche sabbipodi, sono un popolo che abita le zone più remote e desolate di Tatooine. Il loro aspetto è celato sotto tuniche e maschere. Hanno una cultura primitiva e vivono in piccoli clan nomadi, cercando di sopravvivere con le limitate risorse del deserto. Verso tutti gli stranieri si dimostrano selvaggi e violenti: attaccano frequentemente gli estrattori di umidità o i villaggi del pianeta, con i quali si contendono le preziose e scarse pozze d'acqua, e depredano o uccidono chiunque si avvicini ai loro possedimenti. La loro arma tradizionale è il bastone gaffi, una specie di arpione costruito con le corna dei dragoni krayt[111].

- I twi'lek sono umanoidi molto alti e magri, la cui pelle può assumere le colorazioni più varie da individuo a individuo, tra cui bianco, arancione, verde, rosa, blu, viola, nero e rosso. Si distinguono inoltre dagli umani per due protuberanze o code prensili, chiamate lekku, che partono dalla testa. La loro forma di comunicazione è chiamata twi'leki, e consiste in una combinazione di suoni vocali e di movimenti dei lekku. Provengono dal pianeta Ryloth, ma sono diffusi in tutta la galassia. La grazia naturale e la bellezza esotica dei twi'lek, soprattutto delle loro femmine, li rende popolari tra gli schiavisti, anche se non è raro trovare twi'lek in posizioni sociali di prestigio, e la razza ha una tradizione guerriera. Appartengono a questa specie Bib Fortuna, Aayla Secura, Hera Syndulla e nell'Universo espanso Tott Doneeta, Alema Rar, Shado Vao e Darth Talon. Compaiono per la prima volta ne Il ritorno dello Jedi e in seguito in numerose opere della serie[112][113].

## U
- Gli ugnaught sono una razza proveniente dal pianeta Gentes. Sono umanoidi di bassa statura, dalla pelle rosa, viso con tratti maialeschi, naso all'insù, bocca larga e capelli bianchi. Possono vivere fino a duecento anni. Sono conosciuti per la loro resistenza, instancabilità e produttività, e per questo vengono impiegati nella galassia in varie opere di costruzione, a volte anche come schiavi. Tre tribù di ugnaught furono chiamate anche a lavorare alla costruzione della Città delle nuvole su Bespin, in cambio della libertà e della possibilità di fondare una propria colonia sul pianeta. Appaiono ne L'Impero colpisce ancora, Il ritorno dello Jedi, The Clone Wars, Rebels, The Mandalorian e Resistance[114][115].

- Gli umani sono la specie più diffusa e numerosa della galassia. Il pianeta di origine della razza umana non è conosciuto, ma è generalmente considerato Coruscant. Nell'Universo espanso gli umani sono stati i primi a perfezionare e a diffondere l'iperguida, mettendo in comunicazione i vari sistemi della galassia, e sono stati anche tra i principali fautori della Repubblica Galattica, che cominciò a espandersi proprio dai Mondi del Nucleo, come Alderaan, Corellia o Chandrila, abitati dagli umani. Grazie alle loro capacità di adattamento sono diffusi in tutta la galassia e in ogni ambito sociale e lavorativo[72]. Molti dei personaggi principali della serie sono umani, tra cui Luke Skywalker, la Principessa Leila, Ian Solo, Obi-Wan Kenobi, Palpatine, Anakin Skywalker, Rey e Kylo Ren.

- Gli umbarani sono una specie quasi umana originaria dell'oscuro mondo di Umbara. Hanno un aspetto spettrale e sinistro, con la pelle pallida e gli occhi privi di pupille in grado di vedere nello spettro ultravioletto. Possiedono straordinarie capacità persuasive, tanto che si vocifera possano addirittura controllare la mente altrui. Dispongono di un'avanzata tecnologia, che durante le guerre dei cloni mettono al servizio della Confederazione dei Sistemi Indipendenti. Sly Moore, l'assistente di Palpatine ne L'attacco dei cloni, La vendetta dei Sith e The Clone Wars, è un'umbarana[116].

- Gli utai sono una razza umanoide di bassa statura, occhi sporgenti e marroni adatti a vedere nell'oscurità, tre dita per mano e due dita per i piedi. Vivono in comunità all'interno delle numerose caverne e crateri sotterranei del loro pianeta natale Utapau, che condividono con altre tre specie, i pau'an, gli amani e i sugi. Sono la classe operaia, che si occupa di tutti gli aspetti produttivi, dall'allevamento alla manutenzione di astronavi, lasciando l'amministrazione e la rappresentanza del pianeta ai pau'an. Compaiono ne La vendetta dei Sith e The Clone Wars[117].

## V
- I vurk sono una specie rettiloide caratterizzata da visi allungati, occhi scuri e una cresta cranica molto sviluppata. Sono originari del pianeta Sembla. I vurk sono nomadi, anfibi e generalmente considerati primitivi dal resto della galassia. Il Jedi Coleman Trebor apparso ne L'attacco dei cloni appartiene a questa specie[118].

## W
- I wampa sono creature massicce, alte in media due metri e mezzo, ricoperte di pelo bianco, con un paio di corna e zampe artigliate. Sono i predatori più formidabili del pianeta Hoth, dove vivono in cave ghiacciate e cacciano i tauntaun e le altre specie, mimetizzandosi tra le nevi e uccidendole con poderose zampate, morsi o con gli artigli affilati. Un esemplare attacca Luke Skwalker ne L'Impero colpisce ancora[119][120].

- I weequay sono umanoidi provenienti dal pianeta Sriluur, un arido mondo desertico le cui condizioni climatiche hanno influito sull'aspetto dei weequay, rendendo la loro pelle rugosa, dura e di colore scuro. I loro occhi sono neri e infossati nel cranio, e tengono i loro capelli legati in una o più trecce. Sono una razza con delle forti tradizioni tribali e religiose. Sono una specie molto diffusa nella galassia, che si ritrova spesso al servizio degli hutt in svariate attività criminali. Il Jedi Sora Bulq e il pirata Hondo Ohnaka sono weequay. Appaiono ne Il ritorno dello Jedi, la trilogia prequel, The Clone Wars, Rebels e Resistance[121].

- I whiphid sono bipedi provenienti dal pianeta Toola. Sono alti, robusti e ricoperti di pelo, e hanno larghi volti, grandi zanne rivolte all'insù, occhi e narici sottili e mani artigliate. Nell'Universo espanso sono in grado di entrare in uno stato di coma indotto per curare le ferite corporee più gravi e sono molto abili nella caccia grazie a un affinatissimo senso dell'olfatto. Appartiene a questa specie il Jedi K'Kruhk. Appaiono ne Il ritorno dello Jedi e L'attacco dei cloni[122].

- Gli wookiee sono una razza di umanoidi estremamente alti, muscolosi e pelosi, provenienti dal pianeta Kashyyyk. Nonostante il loro aspetto primitivo e minaccioso, sono una specie intelligente, sofisticata, pacifica e leale; quando perdono la pazienza, tuttavia, reagiscono violentemente attaccando con forza prodigiosa. Comunicano in shyriiwook, una lingua composta da versi, ululati e ringhi. Il membro della specie più conosciuto nella serie è Chewbecca[123].

## X
- Gli xexto sono una specie di alieni minuti, dotati di quattro braccia, due gambe e un lungo collo. Il loro pianeta natale è Troiken. Appaiono ne La minaccia fantasma e nel fumetto Star Wars: Dottor Aphra[124].

## Y
- Gli yuzzum, nell'Universo espanso chiamati anche a volte yuzzumi, sono una specie dotata di piccoli corpi rotondi coperti di pelliccia, arti lunghi ed esili, con larghe bocche, denti sporgenti e piccole antenne sul capo. Hanno un'intelligenza limitata e vivono sulla luna Endor. In genere cacciano in branco nell'erba alta piccoli roditori da mangiare. Un membro della specie si esibisce come cantante della Max Rebo Band al palazzo di Jabba the Hutt ne Il ritorno dello Jedi[16].

## Z
- Gli zabrak sono una specie umanoide, la cui principale caratteristica è un apparato di piccole corna sulla cima della testa. Il colore della loro pelle varia dal bianco al nero, con le tonalità più comuni che sono crema, pesca e marrone. Caratteristici del popolo degli zabrak sono anche elaborati tatuaggi sulla faccia e su tutto il corpo. Hanno una forte forza di volontà e sono un popolo fiero, indipendente e orgoglioso. Il loro pianeta d'origine è Iridonia - sono per questo conosciuti anche come iridoniani - ma nel corso del tempo hanno stabilito colonie su molti pianeti di tutta la galassia. Alcuni esuli zabrak si sono inoltre stanziati sul pianeta Dathomir, unendosi alle streghe di Dathomir e dando vita a dathomiriani dall'ascendenza mista, come Darth Maul e Savage Opress. Altri zabrak presenti nella serie sono Eeth Koth e Agen Kolar, che siedono nel consiglio Jedi ne L'attacco dei cloni e La vendetta dei Sith, e nell'Universo espanso Bao-Dur e Wolf Sazen[125].

- Gli zillo beast sono una specie di gigantesche e antiche creature provenienti dal pianeta Malastare. Hanno un corpo sottile e lungo fino a cento metri, interamente ricoperto da una corazza ossea impenetrabile. Hanno un lungo collo, tre lunghe braccia, di cui una sul dorso, due gambe altrettanto lunghe e una coda con otto spuntoni. In tempi antichi gli zillo beast erano diffusi e dominavano il proprio pianeta, fino a quando i dug scoprirono un veleno in grado di ucciderli e ne causarono l'apparente estinzione. In realtà alcuni esemplari sopravvissero, rifugiandosi sotto terra. Qui in The Clone Wars uno zillo beast viene ritrovato dai Jedi e condotto a Coruscant, dove evade dalla sua prigione e semina il panico nella città-pianeta, fino a quando non è ucciso dal veleno dei dug[126].